# Pożegnanie Dawida z Jonatanem
Pożegnanie Dawida z Jonatanem (niderl. Het afscheid van David en Jonathan) – obraz holenderskiego malarza Rembrandta Harmenszoona van Rijn. Obraz sygnowany u dołu na środku: Rembrandt f.1642.

## Geneza
Temat obrazu został zaczerpnięty ze Starego Testamentu z Pierwszej Księgi Samuela i ilustruje epizod związany z Dawidem i Jonatanem. Jonatan ostrzega Dawida przed morderczymi planami swego ojca, króla Saula i w żalu żegna się z bratem:

Gdy odszedł chłopiec, podniósł się Dawid od strony kopca, padł twarzą na ziemię i trzykroć oddał głęboki pokłon. Nawzajem się ucałowali i płakali nad sobą. Dawid nawet głośno szlochał. (1 Sm, 20,41)

## Opis obrazu
Rembrandt bardzo często w swoich interpretacjach biblijnych identyfikował się z bohaterami lub wplatał prywatne uczucia, jakie targały go w chwili powstawania dzieła. 14 czerwca 1642 roku, przed namalowaniem Pożegnania Dawida z Jonatanem zmarła jego pierwsza żona, Saskia. Według Stefano Zuffi, obraz mógł być formą pożegnania Rembrandta z ukochaną żoną. Obraz został wykonany inaczej niż poprzednie. Dramat, jakiego widz jest świadkiem, wyrażony został innym środkami, bez dawnej ekspresji i gwałtownych ruchów. Dawid przywiera do swego brata, kładzie głowę na jego piersi, a wokół jego jasnych włosów rozchodzi promienista aureola. Jonatan podtrzymuje załamaną postać przyjaciela. Na jego twarzy rysuje się smutek. Wyrażone emocje są charakterystyczne dla barokowego stylu, który reprezentuje Rembrandt; dodatkowo barok zaznaczony jest bogatymi strojami bohaterów, wspaniałością barw oraz udramatyzowanym widokiem Jerozolimy w tle. Od tego obrazu Rembrandt zaczyna większą wagę przywiązywać do emocji bohaterów; zaczyna się trzeci etap w jego malarstwie zwany klasycznym.

## Interpretacja obrazu
Interpretacja scen biblijnych, jakie malował Rembrandt, zawsze wzbudzała wiele trudności dla historyków sztuki. Artysta bardzo często nie trzymał się ścisłej ikonografii, poddając epizody biblijne własnej interpretacji i ukazując postacie według własnego upodobania. Nie inaczej było z obrazem z moskiewskiego Ermitażu. Naukowcy przez wieki spierali się co do tematu, który uwiecznił malarz. W starych katalogach inwentarzy z 1797 i 1859 roku obraz widniał pod tytułem Powrót syna marnotrawnego. W drugiej połowie XIX wieku uważano, iż scena przedstawia Pojednanie Jakuba i Ezawa. W 1893 roku rosyjski krytyk sztuki i kustosz Andrei Ivanovich Somov w katalogu prac z Ermitażu poddał krytycznej analizie dotychczasową interpretacje i zasugerował, iż scena przedstawia inny motyw ze Starego Testamentu: Pojednanie Dawida i Absaloma. Do podobnych wniosków w 1923 roku doszedł inny historyk Cornelis Hofstede de Groot.

W 1925 Klaus Graf von Baudissin zasugerował, że Rembrandt przedstawił rozstanie Dawida i Jonatana. Potwierdzeniem dla jego interpretacji miały być widoczne w prawym dolnym rogu strzały, którymi Jonatan miał ostrzec Dawida przed gniewem Saula: 

Ja wypuszczę w jego stronę trzy strzały, jakbym celował w tym kierunku. Potem poślę chłopca, dając mu rozkaz: Idź, znajdź strzały! Gdy powiem chłopcu: Oto strzały są bliżej niż stoisz, zabierz je – wracaj, wiedz, że możesz być spokojny, nic się nie dzieje złego, na życie Pana! (1 Sm, 20,20-21)

oraz kamień, przy którym bracia mieli się spotkać:

Udasz się na miejsce, gdzie się ukrywałeś w dniu podobnej sprawy i zatrzymasz się koło kamienia wskazującego drogę. (1 Sm, 20,19)

Baudissin nie potrafił wyjaśnić, dlaczego Dawid nosi królewskie szaty, ale jego interpretacje potwierdził w 1957 roku historyk Vladimir Frant︠s︡evich Loewinson-Lessing, który na obronę tezy przytoczył inny fragment z Pierwszej Księgi Saumela, który wspominał o oddaniu przez Jonatana swoich szat Dawidowi w dowód miłości (1 Sm, 18,1-5). Dodatkowo Lessing odnalazł dokument z 13 maja 1716 roku, stwierdzający zakup obrazu przez Piotra Wielkiego na aukcji w Amsterdamie. Obraz został zakupiony ze zbiorów Jana van Beuningen i nosił tytuł Dawid i Jonatan.
Według J van Geldera obraz był tym samym dziełem, o którym wspomina Rembrandt w 1659 roku przy okazji omawiania warunków spłaty długu, jaki artysta miał u amsterdamskiego marchanta Ludowijcka van Ludicka. Obraz miał być częścią zapłaty długu. Prawdopodobnie w 1659 roku Rembrandt dokonał zmian kolorystycznych w obrazie. Rembrandt bardzo często w swoich interpretacjach biblijnych identyfikował się z bohaterami lub wplatał prywatne uczucia, jakie targały go w chwili powstawania dzieła. W dniu 14 czerwca 1642 roku, przed namalowaniem Pożegnania Dawida z Jonatanem zmarła jego pierwsza żona – Saskia. Według Stefano Zuffi obraz mógł być formą pożegnania Rembrandta z ukochaną żoną.

## Proweniencja
W marcu 1659 roku został przekazany amsterdamskiemu kupcowi Ludowijckowi van Ludickowi. W 1678 roku obraz wymieniony został w kolekcji Hermana Beckera z Amsterdamu. W dniu 19 kwietnia 1713 roku dzieło zostało sprzedane wraz z kolekcją L. van der Heena w Amsterdamie za kwotę 105 florenów, a trzy lata później kupiono je wraz z kolekcją Jana van Beuningena za kwotę 80 florenów. Obraz nabył Osip Solovyov dla cara Piotra Wielkiego i przesłał go do Sankt Petersburga w czerwcu 1719 roku. Obraz trafił do Pałacu Pietrowa, a następnie w 1882 roku do Ermitażu.